# 单氏取周
单氏取周，见于《韩非子》，是战国初年周王室政权落入世卿单氏之手，由于文献记载十分简略，已难考证史实真相。

## 记载
韩非在《韩非子·说疑》中，提到齐国的田恒、宋国的子罕、鲁国的季孙意如、晋国的侨如、卫国的子南劲、郑国的太宰欣、楚国的白公、周王室的单荼和燕国的子之作为臣子结党营私来侍奉君主，隐讳正道而大搞谋取私利，对上逼迫君主，对下扰乱治安，攀援外国力量来扰乱内政，笼络下属来图谋君主。在下文中，韩非更明确指出田成子取齐、司城子罕取宋、太宰欣取郑、单氏取周、易牙之取卫，三家分晋这六件事都是臣子谋害君主。

## 前因
春秋末期，周王室形成了以姬姓刘氏和姬姓单氏联合执政的局面。刘氏为周顷王之子刘康公的后裔，属于王室近亲，而单氏是西周初年单公的后裔 ，属于王室远亲。单氏虽早在周庄王之时便已执政，七代八人世袭为卿，控制王室政权，但因为刘氏属于王室近亲，自崛起之后，地位高于单氏。
前520年四月，周景王想立自己宠爱的庶长子王子朝为太子，打算杀死卿士刘献公、单穆公，周景王在动手之前因心脏病去世，刘氏、单氏立了王子猛为周王。王子朝在周景王下葬后发动叛乱，从而开始了历时十九年的王子朝之乱，最终王子朝被杀，刘氏、单氏在排除了一大批支持王子朝的世袭贵族后，势力更加稳固。
前493年，晋国的范氏、中行氏与赵氏开战，刘氏是范氏的世代姻亲，周人因此支持范氏、中行氏。赵鞅在彻底击败范氏和中行氏后，责问周王室，周人只得杀死刘氏的重要谋臣苌弘谢罪。刘氏从此逐渐失势，至周贞定王时期，刘氏灭亡。从此单氏独秉周政，成为王畿内唯一的大族，并最终在战国初年形成单氏取周。

## 推测
童书业认为周之政权毫无疑问一度落入单氏手中，他同时认为《国语·周语下》中叔向所说“一姓不再兴，今周其兴乎？其有单子也”是单氏后人为祖先所文过饰非而编造的话。
周勋初根据《韩非子·说疑》中“皆朋党比周以事其君，隐正道而行私曲，上逼君，下乱治，援外以挠内，亲下以谋上”的记载，推测单荼援引外国力量杀害了西周威公。
金学清认为单荼可能为战国早期权臣，周考王以弟弟西周桓公继周公之职，则单氏可能亡于周考王前后，在刘氏亡后不久。
刘绪义认为单氏取周其实就是单穆公不立王子朝而夺取王室政权。